# Cucurbitaria conglobata
Cucurbitaria conglobata är en svampart som beskrevs av P. Karst. 1879. Cucurbitaria conglobata ingår i släktet Cucurbitaria och familjen Cucurbitariaceae.   Inga underarter finns listade i Catalogue of Life.